# تشارلز أرندت
تشارلز أرندت (بالإنجليزية: Charles Arndt)‏ (1960 في الولايات المتحدة - ) هو مدرب كرة قدم ولاعب كرة قدم أمريكي في مركز حراسة المرمى. لعب مع Maryland Bays ‏.